# 富蘭克林縣 (密蘇里州)
富蘭克林縣（英語：Franklin County）是位於美国密蘇里州東部的一個縣，北鄰密苏里河為界，面積2,410平方公里。根據2020年美國人口普查，共有人口10萬4,682人。縣治尤寧（Union）。該縣成立於1818年12月11日，縣名紀念美國開國元勳本傑明·富蘭克林。